# 埃癸斯

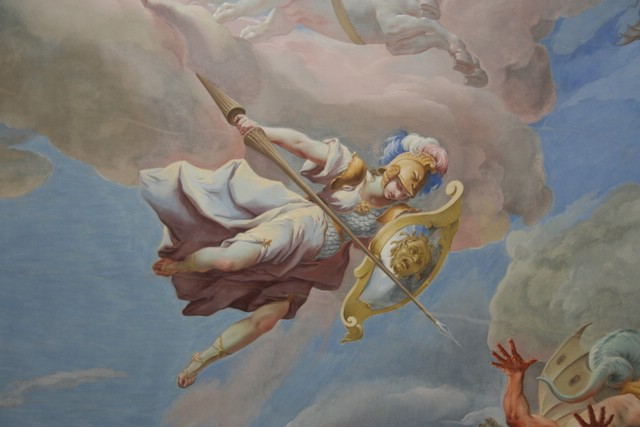
手執埃癸斯的雅典娜

埃癸斯（希臘語：Αιγίς）是古希腊神话中的神盾，據說有兩面，一面為宙斯所有，而另一面為雅典娜所有。據說兩面都为赫淮斯托斯所打造。
- 宙斯的埃癸斯（即“宙斯之盾”）

由赫淮斯托斯用山羊皮打造。雖然是用山羊皮打造，但它卻充滿魔力，連宙斯的雷霆也對它絲毫無損，而且揮動它就能產生風暴，把它放在天空時，天色會變得陰暗，當宙斯拿起它時，天空就會放晴。
- 雅典娜的埃癸斯（即“雅典娜之盾”）

據說由赫淮斯托斯用阿瑪爾忒婭，一頭神話中的母羊（曾給宙斯羊奶）的毛皮打造的。它的四個角落分別加上恐懼、戰鬥、凶暴、追蹤等，中央更裝上美杜莎的頭，使任何人看到這面盾都會變成化石。